# Verlorenes Spiel
Verlorenes Spiel (orig. East Side, West Side) ist ein US-amerikanisches Filmdrama aus dem Jahr 1949 von Mervyn LeRoy. Der Film wurde von Metro-Goldwyn-Mayer produziert und basiert auf dem Roman East Side, West Side von Marcia Davenport, veröffentlicht 1947 in New York. In den Hauptrollen agieren Barbara Stanwyck, Van Heflin James Mason und Ava Gardner.

## Handlung
Der Anwalt Brandon Bourne vergnügt sich in einem Nachtclub, während seine Ehefrau Jessie zu Hause ist. Im Nachtclub begegnet Brandon seiner ehemaligen Geliebten Isabel Morrison. Isabel versucht Brandon wieder näherzukommen, doch dieser weist sie ab, da er seiner Frau nicht wieder untreu werden will. Als Brandon den Nachtclub verlässt, wird er von Alec Downing, der von seiner damaligen Affäre mit Isabel weiß, niedergeschlagen. Die Tänzerin Rosa Senta nimmt Brandon mit zu sich nach Hause und kümmert sich um seine Verletzungen. Früh am Morgen kehrt Brandon nach Hause zurück und erzählt Jessie von dem Angriff. Diese wiederum glaubt ihm nicht und hält die Geschichte für eine seiner üblichen Ausreden.
Jessie besucht ihre Freundin Helen Lee, die sie an ihre bevorstehende Party für den ehemaligen Polizisten Mark Dwyer erinnert. Helens Ehemann Owen will ein von Dwyer verfasstes Buch herausgeben. Jessie erzählt Helen von ihrer Angst um ihre Ehe, jetzt da Isabel wieder in der Stadt ist. Sie bemerkt eine Zeitungsnachricht mit einem Foto, das Brandon und Rosa kurz nach dem Angriff zeigt. Jessie sucht das Gespräch mit Rosa, bei dem sich alles aufklärt. Sie bietet Rosa an, sie zum Flughafen zu fahren, um dort ihren Freund abzuholen. Es stellt sich heraus, dass Rosas Freund Mark Dwyer ist.
Am Tag der Party wird Brandon in seinem Büro von Isabel besucht. Sie schafft es, dass er mit ihr in ihr Appartement geht, um ihn vom Besuch der Party abzubringen. Jessie geht alleine zur Party und wird später von Dwyer nach Hause gebracht. Am nächsten Tag wird Jessie von Isabel gebeten, sie in ihrem Appartement zu besuchen. Dort erzählt Isabel ihr ohne Umweife, dass sie plane, ihr ihren Ehemann wegzunehmen.
Bei einer Fahrt durch die West Side gesteht Dwyer Jessie, dass er sich in sie verliebt habe. Wieder zu Hause erfährt Jessie, dass Isabel in ihrem Appartement ermordet wurde. Gemeinsam mit Dwyer eilt sie zu Isabels Appartement. Dort wird ihr Ehemann gerade von Lieutenant Jacobi vernommen. Es ergeben sich Hinweis, die zu einem Nachtclub führen. Dort wird Felice Backett, die eifersüchtige Freundin von Alec Dawning, als Isabels Mörderin entlarvt. Zwar ist Brandon unschuldig, doch Jessie erklärt ihm, dass sie ihn nicht mehr liebe und ihn verlassen werde.

## Produktion

### Produktionsnotizen
Gedreht wurde der Film von Mitte Juli bis Mitte August 1949 in den MGM-Studios in Culver City. Die Außenaufnahmen vom Appartement der Bournes wurden in New York erstellt.
Ava Gardner hatte zur Zeit des Filmdrehs eine Affäre mit Stanwycks echtem Ehemann Robert Taylor, mit dem sie zuvor den Film The Bribe gedreht hatte. Ob Stanwyck davon wusste, ist nicht bekannt, das Paar ließ sich allerdings im darauffolgenden Jahr scheiden. James Mason beschloss 1947, sein Glück in Hollywood zu versuchen, wollte jedoch keinen Studiovertrag unterschreiben, da er nicht auf einen bestimmten Typ festgelegt werden wollte. Die Tänzerin Cyd Charisse war bereits seit fünf Jahren bei MGM unter Vertrag, spielte hier aber ihre erste größere dramatische Rolle. Für Nancy Davis war es ihr erster Film, auch wenn er erst nach ihrem zweiten veröffentlicht wurde. Während der Dreharbeiten stellte Mervyn LeRoy Davis den kurz zuvor geschiedenen Ronald Reagan vor, der an einem angrenzenden Set arbeitete. Für Nancy Davis war die Bekanntschaft mit Reagan lebensverändernd.
Der diesem Film zu Grunde liegende Roman East Side, West Side erschien im New Yorker Verlag Popular Library. Laut einer Nachricht in der Fachzeitschrift The Hollywood Reporter vom September 1947 zahlte MGM 200.000 Dollar an Marcia Davenport für die Filmrechte an ihrem Roman. In der Los Angeles Times war zu lesen, dass Greer Garson für eine Hauptrolle in Betracht gezogen werde und laut der Fachzeitschrift The Hollywood Reporter vom Juni 1949 verhandelte MGM mit Fred MacMurray und Claudette Colbert wegen der Hauptrollen. Des Weiteren waren Arlene Dahl und Mary Astor für eine Rolle im Gespräch, ebenso Reginald Gardner, dessen Name aber auch mit dem von Ava Gardner verwechselt worden sein könnte.

### Stab und Besetzung
| Figur                       | Darsteller        | Deutscher Sprecher |
| --------------------------- | ----------------- | ------------------ |
| Jessie Bourne               | Barbara Stanwyck  | Erika Goerner      |
| Mark Dwyer                  | Van Heflin        | Hans Emons         |
| Brandon Bourne              | James Mason       | Wolfgang Lukschy   |
| Isabel Lorrison             | Ava Gardner       | Edith Schneider    |
| Rosa Senta                  | Cyd Charisse      | Bettina Schön      |
| Helen Lee                   | Nancy Davis       |                    |
| Nora Kernan                 | Gale Sondergaard  | Ursula Krieg       |
| Lt. Jacobi                  | William Conrad    | Clemens Hasse      |
| Horace Elcott Royce Howland | Raymond Greenleaf | Otto Stoeckel      |
| Alec Dawning                | Douglas Kennedy   | Manfred Meurer     |
| Felice Backett              | Beverly Michaels  | Ilse Steppat       |
| Bill                        | William Frawley   | Eduard Wandrey     |
| Josephine                   | Lisa Golm         |                    |
| Owen Lee                    | Tom Powers        | Hans Hessling      |
| Jock Ardley                 | Peter M. Thompson | Ottokar Runze      |

Cedric Gibbons und Randall Duell waren die Filmarchitekten, Edwin B. Willis und Arthur Krams die Ausstatter. Helen Rose war für die Kostüme verantwortlich, Douglas Shearer für den Ton und A. Arnold Gillespie für die Spezialeffekte.
Für Stanwyck und Heflin war es laut Ella Smith vom Starring ihr dritter gemeinsamer Film, dort hieß es auch, beide seien ein hervorragendes Paar auf der Leinwand, das sehr natürlich rüberkomme und vergessen lasse, dass es sich um Schauspieler handele. Beverly Michaels gab hier ihr Kinodebüt. Für Gale Sondergaard war es ihr letzter Film vor einer 20-jährigen Pause. Sie wurde während der McCarthy-Ära, wie auch ihr Ehemann Herbert Biberman, verdächtigt, dem Kommunismus nahezustehen, und kam auf Hollywoods „Schwarze Liste“. Erst 1968 trat sie wieder vor eine Kamera. In kleinen nicht im Abspann erwähnten Nebenrollen traten Franklyn Farnum als Nachtclubbesucher, Paula Raymond als Joan Peterson und Mario Siletti als Mr. Sistina auf.

### Veröffentlichung
Die Premiere des Films fand am 22. Dezember 1949 in New York statt, am 10. Februar 1950 lief er allgemein in den Vereinigten Staaten an. In der Bundesrepublik Deutschland kam der Film am 13. Mai 1952 in die Kinos, in Österreich im Juni 1952.
Im Jahr 1950 wurde der Film in Südafrika (Kapstadt, Durban und Johannesburg), in Australien, Schweden und in Mexiko veröffentlicht, 1951 in Portugal, Finnland, Spanien (Madrid und Barcelona), in Frankreich und in Dänemark. In Argentinien erschien er im Mai 1953. Veröffentlicht wurde er zudem in Belgien, Brasilien, Kanada, Griechenland, Ungarn, Italien, Rumänien, in der Sowjetunion, im Vereinigten Königreich und in Jugoslawien.

## Kritiken
Verlorenes Spiel erhielt ein durchwachsenes Presseecho. So erfasst der US-amerikanische Aggregator Rotten Tomatoes nur 43 % wohlwollende Besprechungen und ordnet den Film dementsprechend als „Gammelig“ ein.

„Gepflegt gespieltes Gesellschaftsdrama in elegantem Milieu. Die Inszenierung kommt recht vielsagend daher, bleibt aber überwiegend oberflächlich.“

Die Filmzeitschrift Cinema befand, der Film sei „etwas zäh“ und „trotz Stars steif“.
Die Redaktion der Variety kritisierte das Drehbuch, das zu viele Fäden auslege, um sie dann später auffällig aufzugreifen, begleitet von wild wuchernden Zufällen. Die Darbietungen seien durchweg überzeugend, wobei man Ava Gardner besonderen Respekt zollen müsse. Mervyn LeRoys Regie sei wie immer kompetent.
Bosley Crowther schrieb in der New York Times nichts, was die Autoren oder die Schauspieler dieses Films dem Publikum offerieren würden, trüge dazu bei, die  Filmhandlung in einen auch nur annähernd wichtigen Bereich zu heben. Barbara Stanwyck spiele die Dame mit viel kühler Feierlichkeit und James Mason ihren eigensinnigen Ehemann, als wäre er mit allem, was die Welt zu tragen habe, belastet. Ava Gardner  wiederum spiele die Charmeurin wie Jemanden, der nicht wisse, was er eigentlich wolle. Und Van Heflin spiele einen Ex-Polizisten, der sich mit viel Galanterie in Miss Stanwyck verliebe. Außerdem habe Metro an diesen Film unglaublichen Luxus verschwendet, mit riesigen Apartments und Nachtclubs und Kostümen in Hülle und Fülle. Die Damen trügen alle teure Gewänder und die Herren tränken teuren Schnaps. Aber auch diese hoffnungsvollen Bemühungen könnten nicht über mangelndes Niveau hinwegtäuschen. Die Regie von Mervyn LeRoy sei langweilig. Ehrlich gesagt, habe man geglaubt, dass Filme wie dieser schon vor Jahren auf die Blindgängerliste gesetzt worden seien.
Margarita Landazuri befasste sich bei Turner Classic Movies (TCM) mit dem Film und stellte fest, es handele sich um eine Seifenoper über Untreue und Mord unter New Yorker Prominenten, die eine Besetzung der Superlative und MGMs übliche Hochglanzbilder und eine hochwertige Produktion biete. Besonders subtil sei Stanwycks Part im Film, sie schaffe es, die ihrer Rolle zugrunde liegende innere Zerrissenheit dem Publikum zu vermitteln. Sie habe eine Art, Tränen oder starke Emotionen zurückzuhalten, um dann ihre Stimme beim letzten Wort einer Zeile brechen zu lassen … eine Technik, die schwierig durchzuführen sei, es sei denn, sie werde von echter Emotion unterstützt. Die auffälligste Rolle im Film habe Ava Gardner. Obwohl sie zu dieser Zeit noch kein Star bei MGM war, habe sie sich gegen Stanwyck in beider gemeinsamer Höhepunktszene behaupten können. Die Kritiker der damaligen Zeit hätten East Side, West Side nicht besonders gemocht führte Landazuri abschließend aus.